# Televiziunea Maghiară
Magyar Televízió (română Televiziunea Maghiară) reprezintă televiziunea publică din Ungaria, care își difuzează programele pe patru canale centrale și una pe internet: M1, M2, M3, M4 Sport și M5. Duna TV și Duna World, celălalte televiziuni publice funcționează independente de MTV. Din 23 decembrie 2008 cele două canale, M1 și M2 se pot recepționa numai în forma digitală. MTV este membru al EBU.

## Date de referință
- 23 februarie 1957: primele emisiuni
- 1 mai 1957: debutul oficial, pentru sărbătorirea zilei de 1 Mai, Ziua Muncii.
- Primăvara lui 1957: 3 zile de difuzare pe săptămână: 2 zile de film, 1 zi de teatru și emisiuni sportive
- 2 iunie 1957: primul Jurnal Televizat (TV Híradó)
- 31 decembrie 1957: prima emisiune de Revelion
- 1964: prima difuzare prin satelit : Jocurile Olimpice de la Tokyo
- 1967: primele transmisiuni experimentale în culori; numărul abonaților la Televiziunea Maghiară ajunge la 1 milion.
- 5 aprilie 1969: introducerea televiziunii în culori, sistem SECAM
- 30 noiembrie 1982: introducerea Teletextului
- 1996: sistemul de transmitere în culori SECAM a fost înlocuit cu sistemul PAL.
- 4 octombrie 1997: lansarea primului canal comercial maghiar de televiziune, TV2, apoi, la 7 octombrie, a celui de-al doilea canal comercial, RTL Klub.
- 2008: debutul televiziunii de Înaltă Definiție (HD): m1 HD, m2 HD